# Курилья-кон-Монтев'яско
Курилья-кон-Монтев'яско (італ. Curiglia con Monteviasco) — муніципалітет в Італії, у регіоні Ломбардія,  провінція Варезе.
Курилья-кон-Монтев'яско розташована на відстані близько 550 км на північний захід від Рима, 75 км на північний захід від Мілана, 27 км на північ від Варезе.
Населення — 177 осіб (2014).

## Демографія
Населення за роками:

Станом на 1 січня 2023 року в муніципалітеті офіційно проживало 6 іноземців з 6 країн, серед них 2 громадяни країн Євросоюзу та 1 громадянин України.

## Сусідні муніципалітети
- Альто-Малькантоне
- Думенца
- Індеміні
- Мільєлья
- Макканьо-кон-Піно-е-Веддаска